# Navvab Safavi

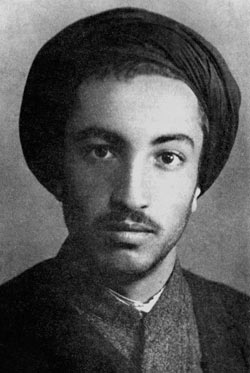
Navvab Safavi

Navvab Safavi (persisch سید مجتبی نواب صفوی, DMG Seyyed Moǧtabā Nawwāb-e Ṣafawī; geboren 9. Oktober 1924 in Chānīābād in der Provinz Teheran; gestorben 18. Januar 1956) war ein islamischer Theologiestudent und Auftragsmörder, der 1945 die islamistische Gruppierung Fedajin-e Islam (Die sich für den Islam opfern) gründete. Ziel dieser Bewegung war die „Reinigung“ des Islam durch Ermordung von Personen des öffentlichen Lebens im Iran in der Tradition der Assassinen.

## Biographie
Safavi wurde in einem Dorf in der Provinz Teheran geboren. Er studierte in Nadschaf, Irak, und arbeitete kurze Zeit für die Petroleum-Industrie in Abadan. 
Im Alter von 21 Jahren gründete Navvab Safavi die islamistische Organisation Fedajin-e Islam, und er begann seine Missionstätigkeit, um Gesinnungsgenossen zu rekrutieren. Wie viele Teile der Muslimbruderschaft glaubte Safavi an die sogenannte „Reinigung des Islam“ von negativen Elementen. Als Methode, um sein Ziel zu erreichen, wählte er die gezielte Tötung feindlich gesinnter Personen, die bevorzugt in Verbindung mit dem Schah Mohammad Reza Pahlavi standen. Seine Organisation war während seiner Lebenszeit verantwortlich für die meist tödlichen Attentate auf diese Personen: Ahmad Kasravi (1945, † 1946), Schah Pahlavi (1949, überlebt), Abdolhossein Hazhir († 1949), Hadsch Ali Razmara († 1951), Ahmad Zanganeh († 1951), Hossein Fatemi (1952, überlebt) und Hossein Ala (1955, überlebt). 
Safavi und seine Gruppe standen in enger Verbindung mit dem schiitischen Geistlichen Ajatollah Abol-Ghasem Kaschani, jedoch waren die Fedajin-e Islam nie Teil der Nationalen Front, einer Partei von Mohammad Mossadegh.

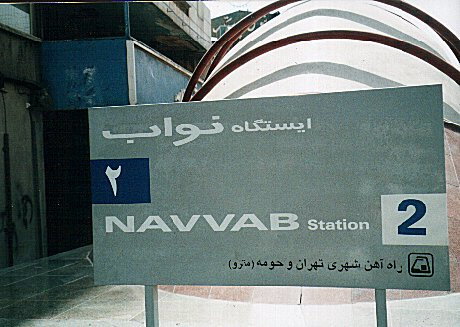
U-Bahn-Station Navvab Safavi

Während eines Begräbnisses am 22. November 1955 scheiterte das Attentat auf den Politiker Hossein Ala, der zum Zeitpunkt des Anschlags erst kurze Zeit iranischer Premierminister war, und Safavi wurde festgenommen. Safavi und drei weitere Mitglieder der Fedajin-e Islam wurden im Prozess zum Tode verurteilt und am 18. Januar 1956 hingerichtet. In der Islamischen Republik Iran gilt Safavi als Märtyrer, in Teheran ist eine Metro-Station nach ihm benannt.